# 중동호흡기증후군
중동호흡기증후군(中東呼吸器症候群, 의학: Middle East Respiratory Syndrome; MERS 머스, 메르스[*])은 중동호흡기증후군 코로나바이러스(MERS-CoV)에 의한 바이러스성, 급성 호흡기 감염병이다. MERS-CoV는 박쥐로부터 유래한 베타코로나바이러스이다. 낙타나 박쥐 따위의 동물이 바이러스의 주요 매개체로 추정되고 있다. 낙타에서는 MERS-CoV의 항체가 있음이 알려졌으나, 낙타의 감염이 정확히 어디에서 근원했는지는 확인되지 않았다. 2012년 런던의 첫 환자로부터 발견된, 'HCoV-EMC/2012'로 알려진 MERS-CoV의 한 균주는 이집트 무덤 박쥐(Taphozous perforatus)에서 나온 것과 100% 일치하는 것으로 밝혀졌다. 영어 발음에 근거한 MERS의 한글 표기법은 머스지만, 2015년 대한민국 중동호흡기증후군 유행 당시 언론 보도 이후 대다수의 대한민국 사람들이 이를 메르스로 표기하고 발음하면서 관용으로 굳어져 국립국어원에서 이뤄진 실무소위를 통해 표준어가 되었다.

## 병원체
바이러스 중동호흡기증후군 코로나바이러스(MERS-CoV)는 베타코로나바이러스의 하나다. MERS-CoV 게놈은 계통 발생적으로 clade A, clade B, 두 clades로 분류되는데, 초기 MERS 사례들은 clade A였고(EMC/2012 and Jordan-N3/2012), 새로 보고된 사례들은 유전적으로 별개인 clade B이다. 이 바이러스는 베로 세포(Vero cell)와 히말라야원숭이 신장세포 프로키네티신2수용체(LLC-MK2 cells)에서 쉽게 성장한다.
중동호흡기증후군 코로나바이러스(MERS-CoV)는 중증급성호흡기증후군(SARS)과 분명히 다르고 감기 코로나 바이러스와도 분명히 다르며 풍토병, 인간 베타코로나바이러스(Endemic human betacoronaviruses) HCoV-OC43, HCoV-HKU1 등으로 알려져있다. 2013년 5월까지 MERS-CoV는 SARS-유사 바이러스, 혹은 단순히 신종 코로나바이러스(the novel coronavirus)라고 언급되었고, 초기에는 일상적인 대화에서 "사우디 사스"라는 이름으로 온라인에 언급되었다.

## 징후와 증상
중동호흡기증후군 바이러스는 초기 보고서에서 중증급성호흡기증후군 (SARS, '사스')와 비교했고, 중국의 사스와 유사한 바이러스로 언급되었다. 2012년 6월에 발생한 첫 환자는 "7일간의 발열, 기침, 가래, 가쁨숨 증상의 내력"이 있었다. 실험으로 확증된 사우디아라비아 내 사례 47건에 대한 한 보고서에서 중동호흡기증후군의 가장 흔한 주증상으로 환자 중 98%에서 발열, 83%에서 기침, 72%에서 숨가쁨, 32%에서 근육통이 있었다. 또한 잦은 위장 내 증상도 있었는데 환자 중 26%가 설사, 21%가 구토, 17%가 복통이 있었다. 환자 중 72%는 인공호흡이 필요했다. 여성 1명당 남성 3.3명이 발병하였다. 병원에서 발생한 중동호흡기증후군에 대한 한 연구 보고서는 잠복기를 5.5일 (신뢰구간 95%, 범위는 1.9일에서 14.7일)로 추정했다. 중동호흡기증후군은 증상 없는 질병에서 급성호흡곤란증후군으로 이어지는 심각한 폐렴에까지 이를 수 있다. 신장부전증, 파종성혈관내응고, 심막염 증상도 보고되었다.
치사율은 세계보건복지기구에 따르면 27%이다.

## 진단
세계 보건 기구 (WHO)에서는 검사실 안내, 감시와 조사, 사례 정의 등의 자료를 웹 사이트에 출판하였다. 임시 증례의 현재 정의는 환자에게 '둘 이상의 명확한 게놈 표적에 대한 양성 중합효소 연쇄 반응(PCR) 또는 하나의 양성 표적과 두 번째 배열 순서의 규명을 포함한 분자 진단'을 통한 양성 검사실 검사가 있는 경우 증례 확인이 인정된다는 것이다.

### 병력
WHO에 의하면, 가능한 증례는 다음과 같다.
- 발열성 급성 호흡기 질병이 있고, 임상, 방사선, 또는 폐 실질 질병의 조직병리학적 증거(예를 들면, 폐렴이나 급성 호흡곤란증후군), 결정적이 아닌 MERS-CoV 검사실 검사(확정되지 않은 양성 선별검사)가 있고, 발병하기 전 14일 이내에 MERS-CoV 바이러스가 전파된다고 여겨지는 중동 지방에 거주하거나 여행을 간 적이 있는 사람.
- 어느 정도의 발열성 급성 호흡기 질병이 있고, 결정적이지 않은 MERS-CoV 검사실 검사(확정되지 않은 양성 선별검사)가 있고, 환자가 확인된 MERS-CoV의 사례와 직접적인 역학적 연관이 있는 사람.

### 영상의학
단순흉부방사선사진 소견에서는 폐렴과 급성호흡곤란증후군에 맞게 양측에 드문드문 침윤물이 보이는 경향이 있다. 보통은 하엽이 더 심하다. 엑스선 전산화 단층 촬영에서는 간질공간의 침윤물이 보인다.

### 검사실 검사
MERS 증례에서는 백혈구 감소, 특히 림프구 감소가 있는 것으로 보고되어 왔다.
PCR 검사에서, 세계 보건 기구는 기관지폐포세척을 통해 하기도로부터 표본을 얻거나, 가래, 또는 기관의 흡입물을 채취하기를 권장하는데, 이는 이들이 가장 바이러스량이 많기 때문이다. 코인두 면봉을 통한 상기도 표본을 활용하는 연구 또한 진행되어 왔다.
환자로부터 채취된 표본에서 MERS-CoV를 빠르게 식별하기 위한 여러 고감도 확증적 실시간 역전사 중합효소 연쇄반응(RT-PCR) 검사가 존재한다. 이 검사들은 upE, 해독틀 1B, 해독틀 1A의 증폭을 시도한다. WHO는 선별 분석의 표적으로 upE를 추천하는데, 그 감도가 높기 때문이다. 이에 더하여, 모든 코로나바이러스에 존재하는 RdRp를 대상으로 하는 헤미-네스티드 염기분석 엠프리콘과 MERS-CoV 에 독특한 뉴클레오캡시드 (N) 유전자 조각을 생성하여 염기분석을 통한 확인에 사용할 수 있다. 분리주 사이의 뉴클레오캡시드 유전자의 잠재적 다형태에 대한 보고로 서열 기반 특성화의 필요성이 강조된다.
WHO에서 추천하는 검사 연산법은 upE RT-PCR 로 시작하여 양성이면 ORF 1A 측정을 확인하거나 RdRp 또는 N 유전자 서열을 검사, 확인하는 것이다. upE 와 2차 검사가 양성이라면 확인된 것으로 본다.
생물학적으로 안전한 면역 형광법 분석(immunofluorescence assays; IFA)에 대한 규약도 개발되어 있지만, 베타코로나바이러스에 대항하는 항체가 이 속(屬, genus) 내에서 교차 반응하는 것으로 알려져 있다. 이 현상은 확증적 적용에 이 분석법을 활용하는 것을 실질적으로 제한한다. 모집단 표본과 다른 베타코로나바이러스에 양성 반응을 보이는 혈청에 대한 어떤 교차 반응도 보이지 않도록 더 명확한 단백질 미세 배열(Protein microarray)에 기초한 분석도 개발되어 있다. 혈청 분석으로 어느 정도까지만 얻어지는 제한된 타당성 때문에 세계 보건 기구는 검사한 검사실에서 중합효소 연쇄 반응 검사 및 배열이 없는 양성 혈청 검사 결과를 보고한 증례는 그 증례가 증례 정의의 다른 병태(conditions)를 충족한다면 MERS-CoV 감염의 임시 증례로 간주되어야 한다는 지침이다.

## 치료
중동호흡기증후군 코로나바이러스 감염에 대한 백신 개발과 치료법에는 기존의 SARS 연구가 유용한 본보기가 될 것으로 보인다. 현재 후보 백신은 임상시험 대기 중이다.
중동호흡기증후군 코로나바이러스가 내인성 인터페론 생산에는 길항작용을 보여 왔지만, 외인성인 1형과 3형 인터페론(각각 알파인터페론과 람다인터페론)으로 한 치료는 체외 바이러스 복제를 효과적으로 감소시켰다. 히말라야원숭이가 2b형 알파인터페론(interferon-α2b)과 리바비린을 투여받고 MERS에 노출되었을 때 통제 집단보다 폐렴에 덜 걸렸다. 사우디아라비아에서 급성호흡곤란증후군과 더불어 MERS에 걸려 인공호흡기를 사용 중인 중환자 5명에게 2b형 알파인터페론과 리바비린을 주었지만 결국 모두 이 질병으로 사망하고 말았다. 이 치료는 질병 말기(입원 후 평균 19일)에 시작되었고 환자들은 스테로이드 시험이 이미 실패했기 때문에 질병 초기 과정에 효과가 있을지 여부는 지켜봐야 한다. 다르게 제안되는 치료는 바이러스의 단백질 가수 분해 효소나 키나제에 대한 억제이다. 연구자들은 인터페론, 클로로퀸, 클로르프로마진, 로페라마이드, 로피나비르뿐만 아니라 면역 억제제 미코페놀산(Mycophenolic acid)을 사용하는 것을 포함해 중동호흡기증후군의 발병을 이겨낼 수많은 방법을 조사 중이다.
매릴랜드 주 연구자 매슈 프리먼(Matthew Frieman)은 메르스 바이러스에 대항 활동을 하는 현존 물질 27개를 발견했다. 네덜란드 세포 배양 연구소는 검사된 기존 약제 340개 중 네 약제가 메르스 바이러스를 억제할 수도 있다는 것을 발견했다. 이 네덜란드 연구는 2014년 5월 20일에도 다시 발행되었다. 상대적으로 낮은 농도에서도 메르스 바이러스를 가장 잘 억제할 수 있는 네 약제는 말라리아 약인 클로로퀸(chloroquine), 항정신병제제인 클로르프로마진(chlorpromazine), HIV 억제제인 로피나비르(lopinavir), 설사 일반의약품인 로페라마이드(loperamide)였다. 클로르프로마진과 클로로퀸은 두 연구에 모두 언급된다. 이 약제의 적용은 아직 사람과 동물에게 시험되지 않았다. 이 약제가 사람과 동물에게도 동일한 바이러스 억제 효과가 있는지는 아직 알려지지 않았다. 또한 메르스 바이러스를 중단하기 위해 복용량 이 얼마큼 높아야 하는지도 불명확하다.

## 인터페론 제제의 간질성 폐렴
메르스환자에 대증요법으로 사용한 리바비린과 인터페론중 인터페론 제제는 일본에서 223건의 간질성 폐렴이 보고됐고 이중 22명이 사망한바 있으며, 과거 간질성 폐렴 병력이 있을 수록 해당부작용위험이 높은 것으로 일본후생노동성이 보고했다.
2009년 3월 건강보험 심사평가원은 의약품 허가사항 주요 변경내역을 통해 페가시스주(인터페론제제)의 사용상의 주의사항을 추가했다. 추가된 주의사항중 경고에 해당하는 내용은 다음과 같다. 호흡부전이나 사망을 일으킬 수 있는 호흡곤란,폐침윤, 폐렴, 폐쇄성 세기관지염, 간질성 폐렴, 사르코이드증이 이 약 또는 인터페론 알파 제제 투여로 인해 발생되거나 악화 될 수 있다.

## 감염

### 낙타
310마리의 단봉낙타에서의 MERS의 발병률이 평가된 2010년에서 2013년까지의 연구에 의하면, 낙타들의 혈청에 MERS-CoV의 항체를 중화시키는 역가가 높은 것으로 나타났다. 심화 연구에서 단봉낙타들의 코 면봉에서 그 전에 사람의 분리주에서 얻은 서열과 동일한 MERS-CoV 서열이 분석되었다. 또한 일부 낙타들에서는 코인두에서 하나 이상의 유전 변이가 관찰되었다. 한 사우디 아라비아의 남성은 여러 마리의 병든 낙타들의 코에 약을 바른 7일 후에 병에 걸렸고, 후에 그는 낙타 중 하나와 동일한 MERS-CoV의 균주를 가지고 있음이 판명되었다. 바이러스가 낙타로부터 사람에 어떻게 전염되었는지는 여전히 불확실하다. 세계 보건 기구에서는 낙타와의 접촉을 금하고, 낙타 고기는 완전히 익힌 것만을, 우유는 저온 살균된 것만을 먹고, 낙타 오줌은 먹지 말 것을 권고한다. 사우디 아라비아의 농림부는 사람들이 낙타와의 접촉을 피하거나 낙타 주변에서는 호흡마스크를 착용할 것을 조언하였다. 일부는 정부의 조언을 무시하고 낙타에 입을 맞추기도 했다.

### 사람 대 사람
가정이나, 병원과 같이 의료 시설이 갖추어진 곳에서도 지속되지 않고 제한적으로 사람 사이에 MERS-CoV가 전파된다는 증거가 있다. 대부분의 전염은 병상에서 병세가 심한 환자와의 긴밀한 접촉이 있는 환경에서 일어나며, 무증상의 경우에서 전염된 증거는 없다. 무리의 크기는 1명에서 26명이며, 평균 2.7명이다.

### 반려동물대 사람
일부에서는 개(또는 강아지), 고양이 등의 반려동물들도 중동호흡기증후군에 전이되는 것을 우려한다. 그러나 개나 고양이와 같은 반려동물은 수용체가 사람과 서로 다르기 때문에 중동호흡기증후군에 걸릴 요인이 희박한 것으로 추정되고 있다.

## 예방

### 감염 통제
현재 중동호흡기증후군 코로나바이러스의 전파 방식은 규명되지 않았으나, 세계보건기구는 중증급성호흡기증후군 (SARS)와 같은 이전의 코로나바이러스 경험에 기반하여 중동호흡기증후군과 접촉했다고 의심되는 모든 개인에게 현재 다음과 같은 수칙을 권고하고 있다. (표준 예방수칙 포함)
- 의료 마스크 착용
- 눈 보호구 착용 (즉, 고글이나 안면 가리개)
- 깨끗하고 살균하지 않은 상태의 소매달린 긴 가운 착용 (일부 절차에서는 살균 장갑 필요)
- 환자와 그 주변인에게 접촉하기 전후, 개인용 보호구 (PPE) 제거 직후 손 위생 실시[46]

이와 별도로 미국 질병통제예방센터는 일상적인 예방 활동으로 호흡기 질환에서 보호하는데 도움이 될 수 있도록 다음과 같이 권고하고 있다.
- 20초 동안 비누와 물로 손을 자주 씻고, 아이들도 똑같이 할 수 있도록 도와주세요. 만약 비누와 물이 없다면, 알코올 기반의 손 소독제를 이용하세요.
- 기침이나 재채기를 할 때 휴지로 코와 입을 가리세요. 사용한 휴지는 쓰레기통에 버리세요.
- 씻지 않은 손으로 눈, 코, 입을 만지지 마세요.
- 아픈 사람과 입맞춤, 컵이나 그릇 등을 공유하는 등의 개인적인 접촉을 피하세요.
- 문고리와 같이 손에 닿는 표면과 물체를 자주 청소하고, 소독하세요.[47]

삽관법처럼 분무주입이 발생할 위험이 있는 절차의 경우, 세계보건기구는 의료인에게 다음과 같은 수칙도 권고하고 있다.
- 미립자 인공호흡기 (particulate respirator) 착용, 일회용 미립자 인공호흡기를 쓸 때에는 항상 밀폐 확인
- 눈 보호구 착용 (즉, 고글이나 안면가리개)
- 깨끗하고 살균하지 않은 상태의 소매달린 긴 가운 착용 (일부 절차에서는 살균 장갑 필요)
- 가운을 침투할 수 있는 고유체 용량 (high fluid volumes)이 예상되는 절차의 경우 불침투성 앞치마 착용
- 충분히 환기되는 방에서 절차 수행 - 즉, 환기회수가 시간당 최소 6회 ~ 12회가 이뤄지는 시설이 있는 기계 환기실과 환자 1인당 1초에 최소 60리터의 환기가 이뤄지는 시설이 있는 자연 환기실
- 환자의 치료와 지원에 필요한 절대 최소 인원에 맞춰 방 안에 있는 사람 수 제한
- 환자와 그 주변인에게 접촉하기 전후, 개인용 보호구 (PPE) 제거 직후 손 위생 실시[46]
- 발열 및 기침, 호흡곤란 등 호흡기 증상이 있는 경우에는 속히 의료기관을 방문하여 진료받을 수 있도록 한다.[48]

중동호흡기증후군의 전염기간도 알려지지 않았으므로 환자가 얼마나 격리되어야 하는지도 불명확하나, 현 권고에 따르면 증세 해소 후 24시간으로 되어 있다. SARS 유행시에는 증세 해소 뒤 환자에게서 바이러스가 배양되지 않았다.

## 역사
MERS-CoV의 식별은 협력을 통해 이루어졌다. 이집트 바이러스학자 모하메드 자키 박사는 폐렴과 급성신부전을 앓는 60세의 사우디 아라비아 남성의 폐에서 기존에 알려지지 않은 코로나바이러스를 분리, 확인하였다. 진단 루틴으로 병원체를 확인할 수 없었던 자키는 네덜란드 로테르담의 에라스무스 의료센터(EMC)를 선도하는 바이러스학자 론 파우히어(Ron Fouchier)에 조언을 구했다. 파우히어는 자키가 보낸 표본으로부터 바이러스의 염기서열을 분석했다.
파우히어는 광범위 '범-코로나바이러스' 실시간 중합효소연쇄반응 (RT-PCR)의 방법을 사용하여 사람에 전염되는 것으로 알려진 모든 코로나바이러스에 있는 RNA 의존 RNA 중합효소(RdRp)와 다수의 알려진 코로나바이러스들(예를 들면, OC43, 229R, NL63, SARS-CoV)의 현저한 특성을 검사하였다. 알려진 코로나바이러스에 대한 검사는 모두 음성이었으나, RdRp 검사는 양성이었다.
자키 박사의 발견은 2012년 9월 15일 최근 생겨난 질병을 감시하는 사업인 공중보건 온라인 포럼 'ProMED-mail'에 게재되었다.
영국의 보건국(HPA, Health Protection Agency)은 2번째 환자로 최근 비행기를 통해 영국으로 온 49세의 카타르 남성으로부터의 새로운 유형의 코로나바이러스와 연관된 중증 호흡기 질병을 진단을 확인하였다. 환자는 런던의 병원에서 급성의 심각한 호흡기 질환으로 사망했다. 2012년 9월, 영국 보건국은 이 바이러스를 'London1 novel CoV/2012'로 명명하고 카타르 사례에서 채취된 RNA에 근거, 바이러스의 예비 계통수를 작성하였다.
2012년 9월 25일, 세계 보건 기구는 신종 코로나바이러스의 특징을 규정하고 있음을 알렸고, 모든 회원국에 이 바이러스에 대해 즉각 경고하였고, 협조를 이끌었으며, 보건당국과 기술적인 보건기관들에 지침을 제공했다고 발표하였다. 2012년 11월 에라스무스 의료센터에서는 알리 모하메드 자키가 바이러스학자 론 파우히어에 제공한 표본을 검사하고 염기서열을 분석하고 식별하였다고 보도되었다.
2012년 11월 8일, 'New England Journal of Medicine'에 실린 글에서 자키 박사와 에라스무스 의료센터의 공저자는 잠정적인 명칭인 '코로나바이러스-에라스무스 의료센터'(HCoV-EMC), 바이러스의 유전자구성, 사스를 포함한 가장 가까운 친족 등에 대한 보다 상세한 내용을 게재하였다.
2013년 5월, 국제바이러스분류위원회(ICTV, International Committee on Taxonomy of Viruses)의 코로나바이러스 연구단은 신종 바이러스의 공식 명칭으로 '중동호흡기증후군 코로나바이러스 (MERS-CoV, Middle East Respiratory Syndrome Coronavirus)'를 채택하였고, WHO에서는 질병에 대한 일률성을 제공하고 소통을 도모하기 위해 이 명칭을 받아들였다. 그 이전에 WHO는 불특정한 명칭인 '2012년 신종 코로나바이러스' 또는 간단하게 '신종 코로나바이러스'로 불렀다.
2015년 5월 20일, 여러 날에 걸쳐 중동 지역을 방문한 남성으로부터 대한민국의 첫 발병 사례가 확인되었다. 첫 번째 환자가 입원한 병실을 방문했던 남성이 5월 26일 중국으로 출장을 갔고, 중국에서 확진 판정을 받았다. 중국에서는 추가로 환자가 발생하지 않았다. 대한민국에서는 2015년 6월 15일 현재까지 총 150명의 환자가 발생하였고, 16명이 사망하였다.
2015년 6월 21일, 법무법인 한길의 문정구 변호사는 정부를 상대로 '부작위' 즉 해야 할 일을 하지 않은 부분의 위법 여부에 대해 서울행정법원에 소송을 제기했다.

## 발병 관련 현황

### 대한민국
2015년 5월 21일 사우디아라비아 등을 거쳐 바레인을 방문한 68세 남성이 첫 확진 진단을 받았다.
2015년 5월 29일 세 번째 환자의 아들이었던 40대 남성이 중화인민공화국으로 출장을 갔으며, 중화인민공화국 보건당국의 검사 결과 양성 판정을 받았다.
2015년 6월 2일 2차 감염자와 접촉한 3차 감염자가 처음으로 발생했다. 또한 첫 감염자와 접촉한 후 유사 증세를 앓은 환자가 사망했다. 검사 결과 양성 판정을 받았다.
2018년 9월, 3년 만에 메르스 환자가 다시 나타났다. 해당 환자는 쿠웨이트에서 감염된 것으로 추정된다.

#### 격리자 및 감염자수 표
- 이 격리자 및 감염자수 표는 그 날 마지막으로 보고된 수를 기준으로 함.
- 각 날짜별 격리자 수는 격리 해제자를 제외함.

| 날짜                              | 자택격리 | 기관격리 | 총 격리자수 | 감염자수 | 사망자수 |
| --------------------------------- | -------- | -------- | ----------- | -------- | -------- |
| 5월 20일                          |          |          |             | 1명      |          |
| 5월 21일                          |          |          |             | 3명      |          |
| 5월 26일                          |          |          |             | 4명      |          |
| 5월 27일                          |          |          |             | 5명      |          |
| 5월 28일                          |          |          |             | 7명      |          |
| 5월 29일                          |          |          |             | 12명     |          |
| 5월 30일                          |          |          | 129명       | 13명     |          |
| 5월 31일                          |          |          |             | 15명     |          |
| 6월 1일                           |          |          | 682명       | 18명     | 1명      |
| 6월 2일                           | 690명    | 156명    | 756명       | 25명     | 2명      |
| 6월 3일                           | 1261명   | 103명    | 1364명      | 30명     | 2명      |
| 6월 4일                           | 1503명   | 164명    | 1667명      | 36명     | 3명      |
| 총 격리자 : 2931명                |          |          |             |          |          |
| 총 감염자 : 186명                 |          |          |             |          |          |
| 총 사망자 : 39명 (2017.9.13.기준) |          |          |             |          |          |
| 총 격리해제자 : 12203명           |          |          |             |          |          |
| 총 퇴원자 : 81명                  |          |          |             |          |          |

#### 감염자 지역분포표
아래는 보건복지부와 질병관리본부가 2015년 6월 2일 공개한 자료를 기반으로 의료기관 소재지 및 2차, 3차 감염사상자 분포를 나타낸 표이다. 지난 2015년 6월 4일 방역당국에 따르면 2차, 3차 감염자가 거쳐 간 병원은 14곳이다. 표시된 지역분포표에는 14개 병원 중 누락된 병원이 존재하며 확인된 6곳의 병원 및 감염사상자 현황은 아래와 같다.
| 의료기관명     | 기관소재지(지번)         | 의료진 감염여부 | 2차 및 3차 감염 | 사망 | 사후확진 | 폐원여부                   |
| -------------- | ------------------------ | --------------- | --------------- | ---- | -------- | -------------------------- |
| 평택성모병원   | 경기도 평택시 세교동     | 감염(2명)       | 27명            | 2명  | 1명      | 폐쇄 후 해제               |
| 건양대학교병원 | 대전광역시 서구 관저동   |                 | 4명             | 1명  | 1명      |                            |
| 서울의원       | 충청남도 아산시 둔포면   | 감염            | 1명             |      |          |                            |
| 365열린의원    | 서울특별시 강동구 천호동 | 감염            | 1명             |      |          |                            |
| 삼성서울병원   | 서울특별시 강남구 일원동 | 감염            | 60명            | 3명  |          | 부분 폐쇄 후 7월 20일 해제 |
| 대청병원       | 대전광역시 서구 정림동   |                 | 1명             |      |          |                            |

##### 감염자 경유 병원
| 의료기관명   | 기관소재지(지번) | 의료진 감염여부 | 2차 및 3차 감염 | 사망 | 사후확진 | 폐원여부 |
| ------------ | ---------------- | --------------- | --------------- | ---- | -------- | -------- |
| 서울아산병원 | 서울 송파구      |                 |                 |      |          |          |
| 부산의료원   |                  |                 |                 |      |          |          |

#### 지역별 학교 휴업 현황
- 이 학교 휴업현황표는 그 날 마지막으로 보고된 학교수를 기준으로 함.
- 휴업 현황에 유치원을 포함한 전국 초중고등학교 및 대학교 수를 합산함.

| 날짜    | 총 임시휴업 학교 수 | 수도권 | 충청권 | 기타 |
| ------- | ------------------- | ------ | ------ | ---- |
| 6월 2일 | 84곳                |        |        |      |
| 6월 3일 | 214곳               |        |        |      |
| 6월 4일 | 1164곳              | 825곳  | 333곳  | 6곳  |

### 국가별 감염자 보고수
|                      | 감염자               | 사망자               | 치사율 (%)           |
| 국가별 감염자 보고수 | 국가별 감염자 보고수 | 국가별 감염자 보고수 | 국가별 감염자 보고수 |
| -------------------- | -------------------- | -------------------- | -------------------- |
| 사우디아라비아       | 938                  | 402                  | 43%                  |
| 대한민국             | 186                  | 36                   | 17.1%                |
| 아랍에미리트         | 74                   | 10                   | 14%                  |
| 요르단               | 19                   | 6                    | 32%                  |
| 카타르               | 10                   | 4                    | 40%                  |
| 오만                 | 5                    | 3                    | 60%                  |
| 이란                 | 5                    | 2                    | 40%                  |
| 영국                 | 4                    | 3                    | 75%                  |
| 독일                 | 3                    | 1                    | 33%                  |
| 쿠웨이트             | 3                    | 1                    | 33%                  |
| 알제리               | 2                    | 1                    | 50%                  |
| 튀니지               | 3                    | 1                    | 33%                  |
| 프랑스               | 2                    | 1                    | 50%                  |
| 스페인               | 2                    | 0                    | 0%                   |
| 네덜란드             | 2                    | 0                    | 0%                   |
| 필리핀               | 2                    | 0                    | 0%                   |
| 미국                 | 2                    | 0                    | 0%                   |
| 그리스               | 1                    | 1                    | 100%                 |
| 말레이시아           | 1                    | 1                    | 100%                 |
| 터키                 | 1                    | 1                    | 100%                 |
| 예멘                 | 1                    | 1                    | 100%                 |
| 오스트리아           | 1                    | 0                    | 0%                   |
| 이집트               | 1                    | 0                    | 0%                   |
| 이탈리아             | 1                    | 0                    | 0%                   |
| 레바논               | 1                    | 0                    | 0%                   |

#### 국가별 종합 통계
|                | 감염자  | 사망자 | 치사율 (%) |
| -------------- | ------- | ------ | ---------- |
| WHO 기준 총합  | 1,599명 | 574명  | 35.9%      |
| ECDC 기준 총합 | 1082명  | 439명  | 41%        |
| 보고수 총합    | 1227명  | 455명  | 37.1%      |

## 같이 보기
- 2012년 중동 중동호흡기증후군 유행
- 2015년 대한민국 중동호흡기증후군 유행
- 중증급성호흡기증후군(SARS)
- 코로나바이러스감염증-19